# Myuroclada longiramea
Myuroclada longiramea là một loài rêu trong họ Brachytheciaceae. Loài này được Min Li, Y.F. Wang, Ignatov & Huttunen mô tả khoa học đầu tiên năm 2014.